# يوم العلم (الأردن)

شعار مئوية الثورة العربية الكبرى عام 2016

ان يوم العَلم الاردني (بفَتح العَين) يعد مناسبة مهمة تحتفل بها المملكة الأردنية الهاشمية في 16 أبريل من كل عام احتفالات بعلم المملكة، حيث يقام فيها عدد من الفعاليات الشعبية والرسمية والوطنية في المدارس والجمعيات والمؤسسات الوطنية

## خلفية

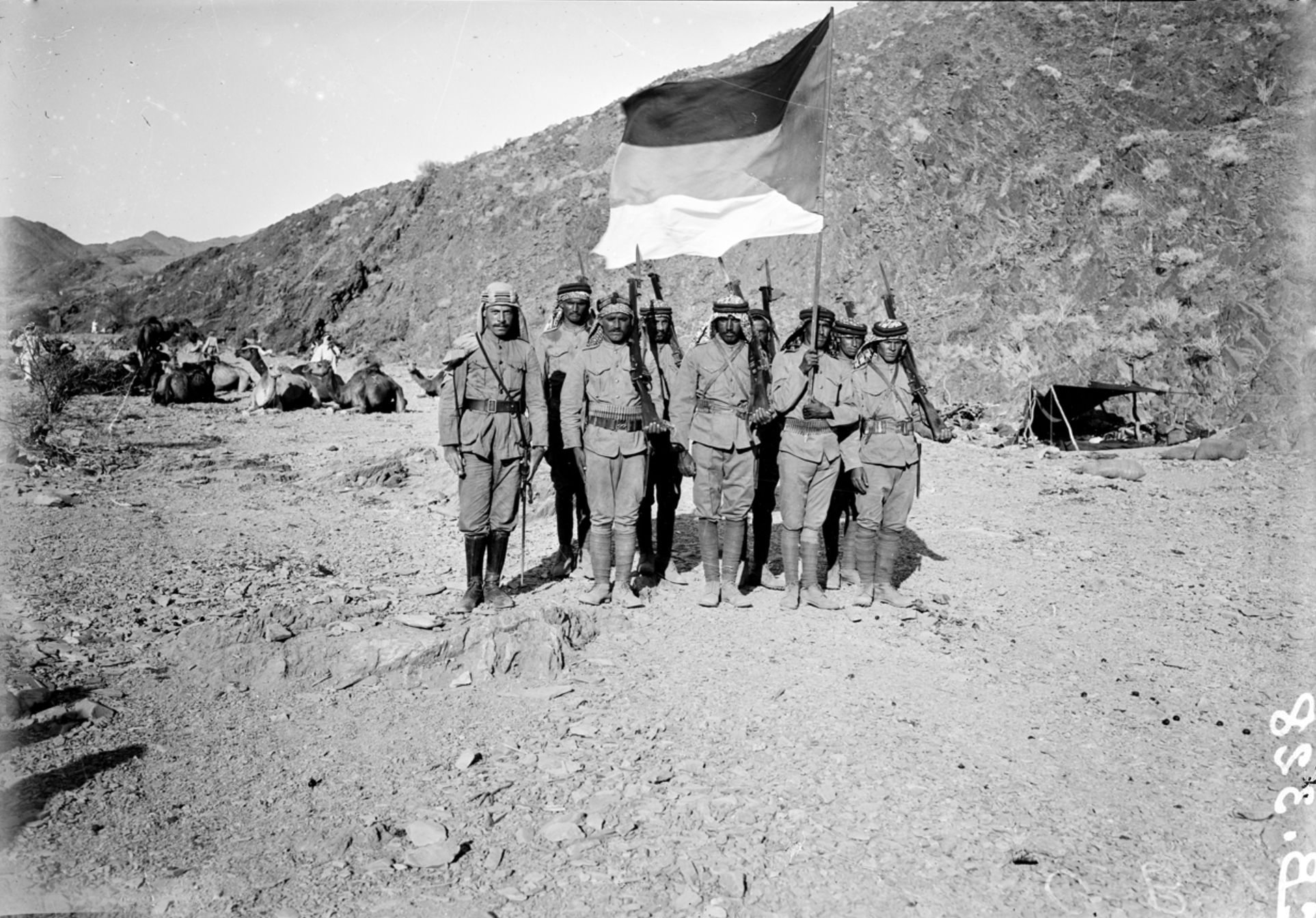
جنود في الجيش العربي خلال الثورة العربية بين عامي 1916-1918، تحمل علم الثورة العربية.

عام 2021 احتفلت الممكلة الاردنية الهاشمية بمئوية تأسيس المملكة عام 1921 (إمارة شرق الأردن)، حيث قررت الحكومة الأردنية حينها وبالتزامن مع احتفالات مئوية الدولة الأردنية، اطلاق يوم العلم ليكون يوما للتعريف بالعلم وترسيخ علاقتنا بالعلم الممتدة في الذاكرة .
ان ألوان العلم الاردني مستمدة من علم الثورة العربية الكبري التي انطلقت عام 1916، حيث وصفه الشاعر صفي الدين الحلي (1277 - 1339 م) بقوله: "بيــض صنائعنا سود وقـائعـنا/ خضر مرابعنا حمر مواضينا/ لا يمتطي المجد من لم يركب الخطرا/ ولا ينال العلا من قدم الحذرا"، الألوان الأربعة للعلم الأردني مضافا إليه نجمة بيضاء سباعية.
في 11 نيسان عام 1921 تأسست إمارة شرق الأردن وترفع راية الثورة العربية الكبرى قبل أن يتبدل موضع اللونين الأبيض والأخضر، ويعلن عن علم أردني تخفق ألويته عام 1922، قبل أن ينص الدستور على مادة خاصة به عام 1928، يرد فيها أن طول العلم الأردني يأتي ضعف عرضه، وينقسم إلى ثلاث قطع متساوية متوازية؛ العليا سوداء والوسطى بيضاء والسفلى خضراء وضع عليها من ناحية السارية مثلث أحمر قاعدته مساوية لعرض العلم وارتفاعه مساو لنصف طوله، وفي هذا المثلث كوكب أبيض سباعي الأشعة مساحته مما يمكن أن تستوعبه دائرة قطرها واحد من أربعة عشر من طول العلم، وهذا الكوكب موضوع بحيث يكون وسطه عند نقطة تقاطع الخطوط بين زوايا المثلث، وبحيث يكون المحور المار من أحد الرؤوس موازيا لقاعدة هذا المثلث.
قبل 1921، كان العلم الاردني مرفوعا بصورة علم الملك فيصل الأول في سوريا في عامي 1920 و1921، ومن ثم في عام 1922 جرى تبديل اللون الابيض بوضعه في المنتصف بين الاسود من الاعلى والاخضر من الاسفل لتمييزه لصعوبة ملاحظة الابيض احيانا من على بعد.

## الفعاليات
يتم اقامة فعاليات احتفالية بيوم العلم في الاردن في كافة المدارس في المملكة الاردنية الهاشمية، ايضا برفع لاعلام في الممكلة كافة وتشارك مؤسسات المجتمع المدني في الاحتفالات وايضا الاطفال عبر لبس الملابس التراثية ولباس الكشافة وايضا الشماغ الأردني. وتتزين مباني وآليات ومركبات الأمن العام كافة بالعلم الأردني، تعبيراً عن رمزيته وما يمثله من معانٍ خالدة في وجدان الأردنيين. بالاضافة إلى المسييرات الاحتفالية في الجامعات.

## نشيد العلم
تم تأليف نشيد العلم من الشاعر دولة عبد المنعم الرفاعي، الذي ألّف النشيد الوطني للأردن (السلام الملكي الأردني).

## انظر ايضا
- شعار الأردن
- شعار مئوية الثورة العربية الكبرى
- تعريب قيادة الجيش العربي